# Getz/Gilberto
Getz/Gilberto es un álbum de jazz/bossa nova del saxofonista estadounidense Stan Getz y el guitarrista brasileño João Gilberto, acompañados del pianista y compositor Antônio Carlos Jobim. Grabado en 1963 y lanzado en marzo de 1964 bajo el sello Verve Records, fue producido por Creed Taylor, quien ya había grabado con el saxofonista sus trabajos previos en el género, siendo Jazz Samba de 1962 el más destacado.
En el álbum también participa como vocalista la debutante Astrud Gilberto, colaborando en "The Girl from Ipanema" (también conocida por su nombre original "Garota de Ipanema") y "Corcovado". Getz/Gilberto está conformado en su mayoría por composiciones de Jobim, e incluye dos sambas ("Doralice" y "Para machucar meu coração") demostrando el respeto de los artistas por la música tradicional brasileña de la época pre-bossa nova.
Getz/Gilberto es considerado el álbum cumbre de la bossa nova a nivel mundial, responsable de la popularización del género, y uno de los discos de jazz más vendidos de todos los tiempos. Recibió la aclamación de la crítica y fue un éxito comercial, vendiendo 2 millones de copias en 1964 y alcanzando el #2 en el Billboard 200. En los Premios Grammy de 1965 fue nominado en diez categorías, alzándose con cuatro premios: Mejor grabación del año (Astrud Gilberto y Stan Getz por "The Girl from Ipanema"), Álbum del año (João Gilberto y Getz), Mejor interpretación de jazz instrumental - solista o grupo pequeño (Getz) y Mejor arreglo para álbum, no clásica (Phil Ramone).
Entre sus múltiples elogios, el álbum ha sido incluido en varias listas de los mejores álbumes de todos los tiempos, como Rolling Stone y Vibe entre otras; además, se convirtió en el primer álbum en recibir el Grammy a Mejor grabación del año y Mejor álbum del año.

## Antecedentes
La bossa nova nació en Brasil en 1958, con la canción "Chega de Saudade", compuesta por Antônio Carlos Jobim, escrita por Vinícius de Moraes, e interpretada por Elizeth Cardoso en su álbum Canção do Amor Demais. La canción, que contaba con la guitarra de João Gilberto, recibió tanto aclamación como críticas por sus elementos rítmicos y armónicos que eran poco comunes para una samba. João Gilberto, por otra parte, grabó a su nombre la misma canción unos meses más tarde, y fue lanzada como su primer sencillo, con "Bim-Bom", una composición propia, como lado B. Un año más tarde, lanzaría su álbum Chega de Saudade, y el impacto de este ayudaría a definir el concepto de música popular brasileña.
El nuevo género adquirió notable popularidad en el país, y ya a inicios de la década de 1960 contaba con varios exponentes, destacándose, además de Gilbero y Cardoso, Jobim, Moraes, Baden Powell, Oscar Castro-Neves, Sérgio Mendes y Airto Moreira, entre otros.

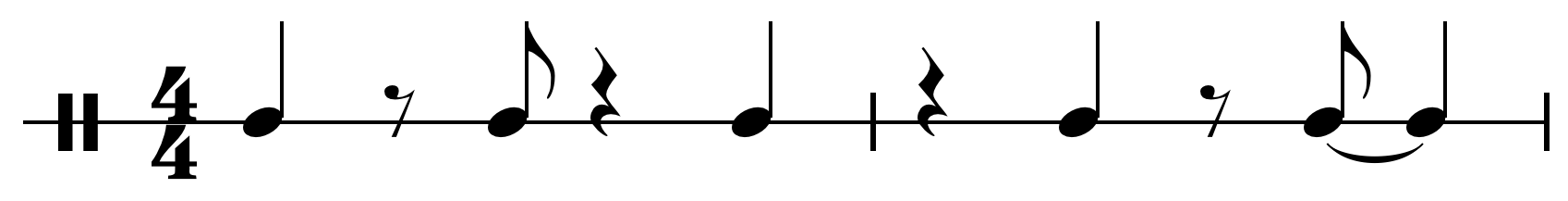
Partitura de bossa nova.

Por otro lado, en Estados Unidos el jazz estaba sufriendo una crisis artística y comercial debido al auge del rock & roll. Artistas como Tony Bennett, Don Payne y Charlie Byrd, entre otros, habían realizado un viaje a Brasil, familiarizándose con los nuevos estilos musicales del país. De regreso a Estados Unidos con varios discos de bossa nova, Payne se los presentó a su amigo y vecino Stan Getz. Entusiasmado con el sonido de la bossa, Getz decidió incorporarse a la oferta ofrecida por Byrd y el productor Creed Taylor de aventurar en el género, grabando y lanzando en 1962 Jazz Samba, con enorme éxito crítico y comercial. Ya en octubre de 1962 la palabra "bossa nova" es usada para titular un álbum, dando paso al también exitoso Big Band Bossa Nova, grabado con Gary McFarland. El título fue tan popular, que artistas como Quincy Jones, Castro-Neves y Enoch Light lanzaron álbumes con el mismo nombre.
Sin embargo, el apuro de los sellos discográficos en explotar el nuevo sonido brasileño llevó a los músicos a introducir errores en la melodía y la armonía de la música. Por ejemplo, la partitura de "Desafinado" publicada en The New Real Book (1995) – una recopilación de canciones de jazz y bossa nova – es la versión de Jazz Samba de Charlie Byrd , la cual contiene varios errores.
Para su tercer lanzamiento en el género, Getz y el productor Taylor decidieron trabajar con músicos brasileños, entre ellos Luiz Bonfá, Maria Toledo y Jobim, para la grabación de Jazz Samba Encore!, publicado en abril de 1963. Aunque la trilogía vendió bastante bien, no satisfizo comercialmente a los productores de la discográfica, quienes pretendían competir con artistas populares de la época como Elvis Presley, Bobby Darin, Pat Boone y Henry Mancini.
El 21 de noviembre de 1962, Gilberto, Jobim, Bonfá, Roberto Menescal y Sérgio Mendes, entre otros, se presentaron en el primer concierto estadounidense de bossa nova – el nuevo jazz brasileño – en el Carnegie Hall. Según la crítica Liliana Harb Bollos, el objetivo de este concierto era «difundir la música popular brasileira en la capital del jazz». Para entonces, la bossa nova enfrentaba un declive en Brasil, pero seguía gozando de popularidad en otros países.
Después del concierto en el Carnegie Hall, el productor Taylor quería reunir a Jobim y Gilberto con Getz para una "documentación histórica" del género musical. Esta reunión se llevó a cabo en 1963, cinco años después del nacimiento de la bossa nova en Brasil.

## Grabación y composición
Las sesiones para la grabación del álbum se llevaron a cabo el 18 y 19 de marzo de 1963, en los A&R Recording Studios en Nueva York. La producción estuvo a cargo de Creed Taylor, quien ya llevaba tres discos con Getz. Phil Ramone, dueño de los estudios de A&M, se encargó de la ingeniería de audio. La banda estaba compuesta por Stan Getz en saxofón tenor y João Gilberto en guitarra y voz, acompañados de Antônio Carlos Jobim en piano y Milton Banana en batería y pandeiro. Aunque los créditos del álbum registran a Tommy Williams, colaborador habitual de Getz en contrabajo, el músico no participó en las sesiones de grabación, sino que fue Sebastião Neto, quien no pudo ser acreditado debido a su reciente contratación por Audio Fidelity, otro sello discográfico. La sección de ritmo se reproduce en binario (2
4) signatura de compás, que es típica de samba, aunque Getz usó signatura de compás cuaternaria (la signatura común).

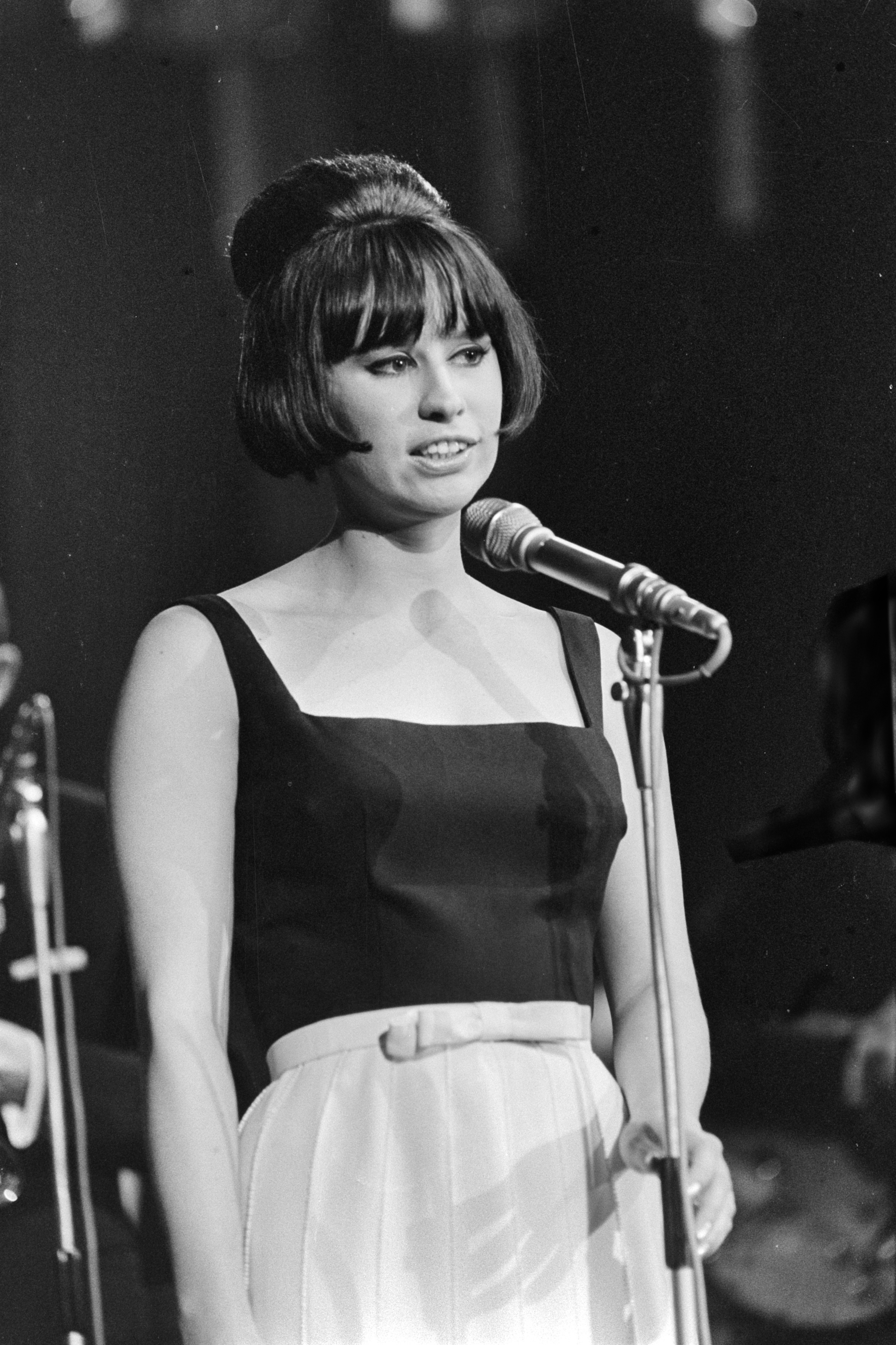
Astrud Gilberto en Ámsterdam, 1966. Su primera grabación profesional fue en las sesiones de Getz/Gilberto.

Astrud Gilberto, quien nunca había cantado profesionalmente antes de las sesiones, participó en dos pistas del álbum. Al igual que João, tiene un estilo vocal tranquilo, casi susurrado, que se convertiría en una influencia importante en las vocalistas femeninas en bossa nova. Sobre su incorporación a las sesiones, Taylor comentó «la sorpresa fue cuando Astrud (Gilberto) entró con su pequeña voz para cantar la letra (de "The Girl from Ipanema") con ese acento. Sabía que la canción iba a ser un éxito absoluto. Tendría que estar sordo y totalmente fuera de sí para no sentir eso. Astrud fue la única cantante en ese álbum. Su esposo, João, estaba programado para la sesión, pero los dos estaban algo escondidos y no salían del hotel. Monica Getz fue y los llevó al estudio. Antônio (Carlos Jobim) había dicho que Astrud no era una gran cantante, pero que podía cantar en inglés. Y teníanos las letras en inglés en ese punto. Entonces ella vino con João y sucedió.» En el caso de João, en sus primeros tres álbumes – Chega de Saudade (1959), O amor, o sorriso e a flor (1960) y João Gilberto (1961) – el vibrato de su voz no está completamente ausente como en Getz/Gilberto.
Las características estilísticas de la bossa nova, como la restricción y objetividad lírica, se desarrollan aún más en Getz/Gilberto basándose en los álbumes anteriores de Gilberto. La interpretación de piano de Jobim es minimalista, y contribuye sólo con lo necesario. Además de su interpretación, Jobim también fue responsable de los arreglos.
"The Girl from Ipanema" es la primera canción del álbum. Compuesta por Jobim y escrita en portugués por Vinícius de Moraes en 1962, fue titulada "Garota de Ipanema" y grabada por primera vez por Pery Ribeiro. En la versión del álbum, las letras en portugués son cantadas por João, mientras que las letras en inglés por Astrud. Estas últimas fueron escritas por Norman Gimbel, quien en un principio quería omitir la palabra Ipanema de la canción, ya que consideraba que no significaba nada para los estadounidenses. Jobim, por su parte, no estaba de acuerdo, y comentó: «la versión estadounidense me hizo pelear mucho con Norman Gimbel. Los estadounidenses rechazan todo lo que no entienden, lo que no saben (...) todo lo que quería era transmitir el espíritu de la chica de Ipanema, esta cosa carioca y poética. Creo que lo hicimos, pero fue una pelea dura.»
"Doralice" es una samba escrita por Antônio Almeida y Dorival Caymmi, grabada por Gilberto en su álbum de 1960 O amor, o sorriso e a flor.
"Para machucar meu coração" (en algunas versiones "Pra machucar meu coração") es la segunda y última samba del disco, grabadas en homenaje a la música popular brasileña de la era pre-bossa nova. Compuesta por Ary Barroso, una de las figuras más importantes de la samba en Brasil, fue grabada en 1957 por el Trio Irakitan en su álbum Os sambas que gostamos de cantar.

Antônio Carlos Jobim en 1965. Jobim se encargó de los arreglos del álbum y coescribió la mayoría del material.

"Desafinado", con música de Jobim y letra de Newton Mendonça, fue grabada por Gilberto en 1959, para su álbum Chega de Saudade. En 1962, Getz grabó una versión instrumental con el guitarrista Charlie Byrd para Jazz Samba y fue lanzada como sencillo en mayo del mismo año. En noviembre, alcanzó el #15 en el Hot 100 de Billboard, considerado todo un éxito para una grabación instrumental de jazz. Es la última canción del lado A del álbum.
El lado B inicia con "Corcovado (Quiet Nights of Quiet Stars)", escrita y compuesta por Jobim para Gilberto, quien la grabó en 1960 para el álbum O amor, o sorriso e a flor. En esta versión, fueron incorporadas letras en inglés escritas por Gene Lees. Es la segunda colaboración de Astrud Gilberto como voz principal.
"Só danço samba" fue grabada por primera vez por Elza Laranjeira en 1962, quien la lanzó como sencillo. Compuesta por Jobim y escrita por de Moraes. Getz ya había grabado otra versión de esta canción con Luiz Bonfá para el álbum Jazz Samba Encore!, grabada en febrero de 1963 y lanzada en abril del mismo año.
"O grande amor" es la única canción original del álbum, escrita por Jobim y de Moraes.
"Vivo sonhando" es la composición que cierra el álbum. Con letra y música de Jobim, fue grabada por primera vez por la banda Os Cariocas para su disco Mais bossa com Os Cariocas de 1963, mientras que Jobim grabó una versión instrumental para su álbum debut The Composer of Desafinado Plays en 1963 y una versión vocal para su álbum Terra Brasilis de 1980.
Respecto a la relación de Gilberto y Getz en el estudio, el autor y periodista Ruy Castro comentó que a menudo no estaban de acuerdo con cuál era la mejor toma (music take), dejando la decisión en manos del productor Taylor. Durante una sesión, Gilberto, quien no hablaba inglés, e impaciente por el estilo rítmico de Getz, le dijo a Jobim: «dile a este gringo que es un idiota». Jobim luego le tradujo: «Stan, João dice que siempre soñó con grabar contigo». El enfoque más duro de Getz con la música no le gustaba a Gilberto, quien prefería un estilo más delicado. Debido a estas diferencias artísticas, Getz/Gilberto Vol. 2 presenta a Getz con su cuartero en el lado A, y a Gilberto solo en el lado B. A pesar de la tensión en el estudio Gilberto continuó trabajando con Getz. Doce años después de Getz/Gilberto el dúo se reunió en el club Keystone Korner, en San Francisco, para un compromiso de seis días para promocionar su nuevo álbum The Best of Two Worlds. En ese mismo lugar, grabarían un concierto entre el 11 y 16 de mayo de 1976, pero este disco sería lanzado recién en febrero de 2016, titulándose Getz/Gilberto '76.
Al finalizar las grabaciones, el productor Taylor archivó el proyecto durante casi un año porque temía que el álbum fuera un fracaso comercial. Por ende, Getz/Gilberto fue finalmente lanzado en marzo de 1964.

## Carátula
La pintura de la portada es obra de la pintora puertorriqueña Olga Albizu, y su cuarto trabajo con Getz. Artista pionera del expresionismo abstracto en su natal Puerto Rico y Nueva York, su ciudad de residencia, también diseñó las portadas de Jazz Samba y Big Band Bossa Nova en 1962, Jazz Samba Encore! en 1963, Getz/Gilberto Vol. 2 en 1964 (lanzado en 1966) y Getz/Gilberto '76 en 1976 (lanzado en 2016).
Sobre la elección de trabajar con Albizu por primera vez en 1962, Creed Taylor comentó en una entrevista:

«Bossa nova era un nuevo género, con el que nadie sabía ni podía identificarse. Incluso fue difícil para algunas personas pronunciarlo. Entonces llegó Jazz Samba. Pensé que lo mejor que podía hacer era representar la música con una pintura abstracta. Alguien trajo a la artista (Albizu) y la imagen se veía perfecta. No había ninguna declaración en particular sobre lo que era jazz samba, porque no hubo jazz samba hasta Jazz Samba. No había imagen gráfica preexistente para acompañarlo. Hubiera sido un error poner a Getz en esa portada porque tenía una asociación tan sólida con la comunidad del jazz.»

Susan Noye Platt, crítica de arte e historiadora, escribió sobre la relación de Albizu con la bossa nova:

«Hay una sensualidad controlada y sutil en su trabajo, que habla de capas ocultas de emoción, en lugar de dejar que todo aparezca en la superficie para ser consumido. En el caso de Albizu, la conexión con la música, y particularmente la bossa nova, así como su exposición a las ideas de Hans Hofmann de "empujar y tirar", permite que el trabajo exista sin otros puntos de referencia. De hecho, los colores se mueven como grandes sonidos completos, una conexión que nos lleva de regreso a Kandinski.»

## Recepción crítica
Getz/Gilberto fue aclamado por la crítica, y hasta el día de hoy sigue recibiendo elogios.
Steve Huey de Allmusic escribió: «uno de los álbumes de jazz más vendidos de todos los tiempos, sin mencionar el mejor momento de la bossa nova, Getz/Gilberto superó a Jazz Samba al traer a dos de los grandes innovadores de la bossa nova – el guitarrista/cantante João Gilberto y el compositor/pianista Antônio Carlos Jobim – a Nueva York para grabar con Stan Getz. Los resultados fueron mágicos. Desde Jazz Samba, el mercado del jazz se había inundado de álbumes de bossa nova, y la sobreexposición comenzaba a hacer que la música pareciera una moda pasajera. Getz/Gilberto convirtió a la bossa nova en una parte permanente del panorama del jazz, no solo con su belleza inexpugnable, sino con uno de los sencillos más exitosos de la historia del jazz: "The Girl from Ipanema", un clásico de Jobim interpretado por la esposa de João, Astrud Gilberto, quien nunca había actuado fuera de su propia casa antes de la sesión de grabación. Más allá de eso, la mayoría de las canciones de Jobim grabadas aquí también se convirtieron en estándares del género: "Corcovado" (que también contó con la voz de Astrud), "Só danço samba", "O grande amor", y una nueva versión de "Desafinado". Con un material tan uniformemente brillante, no es de extrañar que el álbum haya tenido tanto éxito, pero, aparte de eso, todos los músicos tocan con una gracia sin esfuerzo que podría decirse que es la expresión más completa del romanticismo de ensueño de bossa nova jamás traído a los oyentes estadounidenses. El propio Getz nunca ha sido más lírico, y Gilberto y Jobim logran la sofisticación armónica y rítmica de las canciones con un encanto cálido y relajado. Esta música tiene un atractivo casi universal; es uno de esos raros discos de jazz sobre los cuales la élite purista y el público comprador están totalmente de acuerdo. Más allá de lo esencial.» Respecto a las discografías de cada artista, el crítico cita a Getz/Gilberto como el mejor álbum de João Gilberto, junto a Amoroso/Brasil de 1993, y el mejor álbum de Stan Getz junto a Change of Scenes, grabado con Kenny Clarke/Francy Boland Big Band en 1971. Finalmente, Huey citó como pistas destacadas (track pick) a "The Girl from Ipanema", "Desafinado" y "Só danço samba".
En la edición del 25 de abril de 1964, la revista Billboard comentó: «el sensual saxofón tenor de Stan Getz se combina con la voz suave del famoso João Gilberto de Brasil en un programa de encantadora música brasileña. Incluye "The Girl from Ipanema", "Corcovado" y "Desafinado".» Getz/Gilberto fue incluido en la selección de los mejores álbumes del mes. La misma revista en su edición del 11 de abril de 1964 mencionó a "Corcovado" como la mejor canción del disco.
Tom Hull, crítico musical especializado en jazz le otorgó una calificación de "A-" en su guía en Internet Tom Hull Music Database.
The Straits Times, revista de Singapur, publicó en 2019: «es fácil ver por qué el álbum vendió dos millones de copias cuando se lanzó por primera vez. La música nítida y minimalista, con las contribuciones puras de Jobim al piano, el desplume sincopado de Gilberto y el saxofón de Getz que le dan un toque de lujo, suenan tan alegremente fresco como si hubieran sido grabados ayer.»
Spill Magazine, medio dedicado a las noticias y reseñas musicales, escribió: «la música en Getz/Gilberto también mostró que el jazz podía ser innovador y popular sin diluir la música o volverse demasiado abstracto para alienar al oyente. Era música fácil y pacífica, con Stan Getz improvisando líneas geniales en su saxofón, y las voces de João y Astrud agregando una sutileza romántica a la música. Jobim puede haber interpretado escasamente en el álbum, pero a través de composiciones como "Só danço samba", "Corcovado" y el gran éxito "The Girl from Ipanema" lo ha consolidado como una auténtica leyenda del jazz. Getz/Gilberto es una forma adecuada de celebrar y conmemorar un álbum clásico en toda su gloria galardoneada, ganando a viejos y nuevos fanáticos por igual con sus encantos inconfundibles.» La revista le otorgó la máxima calificación posible.
En 2008, Verve Records lanzó el box set Stan Getz: The Bossa Nova Albums donde recopila cinco de sus más importantes álbumes de la época: Jazz Samba (1962), Big Band Bossa Nova (1962), Jazz Samba Encore! (1963), Getz/Gilberto (1964) y Getz/Almeida (1966). Sobre Getz/Gilberto, Chris May de All About Jazz comentó: «Dos de sus discos incluyen vocalistas invitadas: Maria Toledo en Jazz Samba Encore! y Astrud Gilberto en Getz/Gilberto. Ninguna de las dos cantantes es central en la música, pero sus contribuciones han llegado hasta el punto de definir los álbumes, con el calor terroso de Toledo que contrasta con la elegancia y serenidad de Gilberto. En los Estados Unidos para estar con su esposo João mientras se grababa Getz/Gilberto, Astrud nunca había cantado en público antes, pero Getz la escuchó cantar entre tomas en el estudio, y João y Jobim fueron persuadidos para que la dejaran participar. Sus acompañamientos vocales con João en "The Girl from Ipanema" y "Corcovado" son, con cierta justificación, las canciones más famosas del álbum, que también incluye una cautivadora versión vocal de "Desafinado". Junto con los Gilbertos, el baterista Milton Banana es clave para el éxito de Getz/Gilberto. Jobim, quien escribió seis de las ocho canciones del álbum y tocó el piano, trajo a Banana desde Brasil especialmente para las sesiones y su interpretación suavemente propulsora es una delicia.» De un posible de 5 estrellas, la revista le otorgó 5.

## Recepción comercial
Getz/Gilberto debutó en el Billboard 200 el 6 de junio de 1964 en la posición #105. En su tercera semana, ya se encontraba en el Top 40 después de subir 65 posiciones. Su puesto más alto en la lista fue el #2 registrado el 8 de agosto del mismo año, manteniéndose por dos semanas. Su estadía en el Top 10 se prolongó por 16 semanas consecutivas, entre el 4 de julio y 17 de octubre de 1964. Posterior a la ceremonia de los Grammy de 1965, Getz/Gilberto reingresó al Top 20 el 3 de julio del mismo año, en la posición #20. Su última aparición en la lista fue el 2 de abril de 1966, en el puesto #141.
El álbum logró permanecer durante 96 semanas en lista, manteniéndose 50 de ellas (no consecutivas) el Top 40, 31 en el Top 20 (no consecutivas) y 16 semanas en el Top 10, de manera consecutiva.
El primer sencillo de Getz/Gilberto, "The Girl from Ipanema", también fue un éxito. Lanzado en mayo de 1964 y con "Corcovado" como lado B, registró el #5 en el Hot 100 de Billboard el 18 de julio de 1964, y el #1 en la lista Adult Contemporary de la misma revista. En el Reino Unido, marcó el #29 en el UK Singles Chart. Además, fue Top 10 en Canadá y Nueva Zelanda, en las posiciones #5 y #8 respectivamente.
Con 500,000 copias vendidas en Estados Unidos, recibió la certificación de Oro la RIAA el 16 de junio de 1965.
De acuerdo a estadísticas, Getz/Gilberto vendió más de 2 millones de copias en 1964.

## Impacto y legado
Getz/Gilberto ha sido incluido en varias listas de mejores álbumes de todos los tiempos, en revistas como Vibe y Rolling Stone.
Stan Getz y João Gilberto grabaron dos álbumes más en el género, Getz/Gilberto Vol. 2, lanzado en 1966, y The Best of Two Worlds, lanzado en 1975.
Getz también colaboró nuevamente con Astrud Gilberto para el álbum en vivo Getz Au Go Go en 1964, y con Laurindo Almeida en el disco Stan Getz with Guest Artist Laurindo Almeida, que a pesar de ser grabado dos días después de Getz/Gilberto, fue lanzado en 1966. Aunque el sello Verve quería que Getz continuara interpretando bossa nova, el saxofonista volvió al cool jazz.
Gilberto continuó grabando bossa nova, y es considerado el padre del género, mientras que en su natal Brasil era conocido como O mito ("la leyenda"). Entre sus álbumes siguientes más destacados del género están João Gilberto (1973), Amoroso (1976) y Brasil (1981).
Antônio Carlos Jobim desarrolló una prolífica carrera, tanto como compositor como cantante. Incluso trabajó con el productor Creed Taylor para los álbumes Wave (1967), Tide (1970) y Stone Flower (1970). Una considerable parte de sus composiciones son estándares de jazz y han sido grabado por varios artistas en múltiples idiomas.
Astrud Gilberto, debutante en Getz/Gilberto, inició una prominente carrera en solitario en 1965, con el álbum The Astrud Gilberto Album, producido el mismo Taylor. En 1972 empezó a destacar como compositora, y también es una reconocida defensora de los derechos de los animales y activista por el VIH/SIDA.
El impacto de Getz/Gilberto traspasó las fronteras del jazz, sobre todo popularizando las canciones "The Girl from Ipanema", "Desafinado" y "Corcovado" entre otras, las cuales han sido versionadas por artistas como Ella Fitzgerald, Peggy Lee, Eartha Kitt, Nara Leão, Gal Costa, Ana Belén, Andy Williams, por mencionar algunos.

### Elogios
Además de los galardones en listas de mejores álbumes, Getz/Gilberto y "The Girl from Ipanema" recibieron el Premio del Salón de la Fama de los Grammy el año 1999 y 2000 respectivamente.
Robert Dimery incluyó al álbum en su libro 1001 discos que hay que escuchar antes de morir.
| Año  | Lista                                           | Revista         | Puesto |
| ---- | ----------------------------------------------- | --------------- | ------ |
| 1999 | 100 álbumes esenciales del siglo XX             | Vibe            | 32     |
| 2009 | Los 500 mejores álbumes de todos los tiempos    | Rolling Stone   | 447    |
| 2017 | Los 200 mejores álbumes de los 60s              | Pitchfork Media | 103    |
| 2019 | Los 100 mejores álbumes de jazz                 | GQ              | 3      |
| 2020 | Los 100 álbumes de jazz que sacudieron al mundo | Jazzwise        | 30     |

## Lista de canciones

### Versión LP
- Lado A

| N.º | Título                                                                       | Escritor(es)                                              | Duración |  |
| 1.  | «The Girl from Ipanema»                                                      | Antônio Carlos Jobim · Vinícius de Moraes · Norman Gimbel | 5:15     |  |
| 2.  | «Doralice»                                                                   | Antônio Almeida · Dorival Caymmi                          | 2:45     |  |
| 3.  | «Para machucar meu coração» (en algunas ediciones P'ra machucar meu coração) | Ary Barroso                                               | 5:07     |  |
| 4.  | «Desafinado»                                                                 | Jobim · Newton Mendonça                                   | 4:05     |  |

- Lado B

| N.º | Título           | Escritor(es)      | Duración |  |
| 5.  | «Corcovado»      | Jobim · Gene Lees | 4:15     |  |
| 6.  | «Só danço samba» | Jobim · de Moraes | 3:30     |  |
| 7.  | «O grande amor»  | Jobim · de Moraes | 5:25     |  |
| 8.  | «Vivo sonhando»  | Jobim             | 2:52     |  |

### Versión CD
Versión de 1997 + dos bonus tracks, las versiones sencillo en formato 45 RPM de "The Girl from Ipanema" y "Corcovado".
| N.º | Título                                                                       | Escritor(es)                                              | Duración |  |
| 1.  | «The Girl from Ipanema»                                                      | Antônio Carlos Jobim · Vinícius de Moraes · Norman Gimbel | 5:21     |  |
| 2.  | «Doralice»                                                                   | Antônio Almeida · Dorival Caymmi                          | 2:47     |  |
| 3.  | «Para machucar meu coração» (en algunas ediciones P'ra machucar meu coração) | Ary Barroso                                               | 5:07     |  |
| 4.  | «Desafinado»                                                                 | Jobim · Newton Mendonça                                   | 4:09     |  |
| 5.  | «Corcovado»                                                                  | Jobim · Gene Lees                                         | 4:17     |  |
| 6.  | «Só danço samba»                                                             | Jobim · de Moraes                                         | 3:42     |  |
| 7.  | «O grande amor»                                                              | Jobim · de Moraes                                         | 5:27     |  |
| 8.  | «Vivo sonhando»                                                              | Jobim                                                     | 2:56     |  |
| 9.  | «The Girl from Ipanema» (versión sencillo de 45 RPM)                         | Jobim · de Moraes · Gimbel                                | 2:54     |  |
| 10. | «Corcovado» (versión sencillo de 45 RPM)                                     | Jobim · Lees                                              | 2:20     |  |

### Versión expandida
La versión expandida del álbum, Getz/Gilberto Expanded Edition, fue lanzada el 27 de mayo de 2014. Las pistas 1 a 8 son las versiones estéreo del álbum (código V6-8545 de Verve), las pistas 9 a 16 las versiones monoaural (código V-8545) y las últimas dos, las versiones sencillo lanzadas previamente en la versión CD + bonus tracks (código VK-10322).
| N.º | Título                                                                       | Escritor(es)                                              | Duración |  |
| 1.  | «The Girl from Ipanema»                                                      | Antônio Carlos Jobim · Vinícius de Moraes · Norman Gimbel | 5:20     |  |
| 2.  | «Doralice»                                                                   | Antônio Almeida · Dorival Caymmi                          | 2:46     |  |
| 3.  | «Para machucar meu coração» (en algunas ediciones P'ra machucar meu coração) | Ary Barroso                                               | 5:07     |  |
| 4.  | «Desafinado»                                                                 | Jobim · Newton Mendonça                                   | 4:08     |  |
| 5.  | «Corcovado»                                                                  | Jobim · Gene Lees                                         | 4:17     |  |
| 6.  | «Só danço samba»                                                             | Jobim · de Moraes                                         | 3:40     |  |
| 7.  | «O grande amor»                                                              | Jobim · de Moraes                                         | 5:27     |  |
| 8.  | «Vivo sonhando»                                                              | Jobim                                                     | 2:57     |  |
| 9.  | «The Girl from Ipanema»                                                      | Jobim · de Moraes · Gimbel                                | 5:13     |  |
| 10. | «Doralice»                                                                   | Almeida · Caymmi                                          | 2:46     |  |
| 11. | «Para machucar meu coração»                                                  | Barroso                                                   | 5:06     |  |
| 12. | «Desafinado»                                                                 | Jobim · Mendonça                                          | 4:10     |  |
| 13. | «Corcovado»                                                                  | Jobim · Lees                                              | 4:15     |  |
| 14. | «Só danço samba»                                                             | Jobim · de Moraes                                         | 3:24     |  |
| 15. | «O grande amor»                                                              | Jobim · de Moraes                                         | 5:27     |  |
| 16. | «Vivo sonhando»                                                              | Jobim                                                     | 2:57     |  |
| 17. | «The Girl from Ipanema» (versión sencillo de 45 RPM)                         | Jobim · de Moraes · Gimbel                                | 2:48     |  |
| 18. | «Corcovado» (versión sencillo de 45 RPM)                                     | Jobim · Lees                                              | 2:20     |  |

## Personal

### Producción
- Producido por Creed Taylor por Verve Records.
- Arreglos: Antônio Carlos Jobim.
- Ingeniería (dirección): Val Valentin.
- Ingeniería (grabación): Phil Ramone.
- Notas de álbum: Gene Lees, João Gilberto y Stan Getz.
- Pintura (carátula): Olga Albizu.
- Fotografía: David Drew Zingg.

### Músicos
- Stan Getz: saxofón tenor
- João Gilberto: guitarra, voz
- Antônio Carlos Jobim: piano
- Astrud Gilberto: voz ("The Girl from Ipanema" y "Corcovado")
- Sebastião Neto: contrabajo
- Milton Banana: batería, pandeiro

## Premios y nominaciones
| Año  | Premio | Categoría                                              | Receptor                                    | Resultado |
| ---- | ------ | ------------------------------------------------------ | ------------------------------------------- | --------- |
| 1965 | Grammy | Grabación del año                                      | "The Girl from Ipanema"                     | Ganadores |
| 1965 | Grammy | Álbum del año                                          | Getz/Gilberto                               | Ganadores |
| 1965 | Grammy | Mejor interpretación vocal femenina                    | Astrud Gilberto por "The Girl from Ipanema" | Nominada  |
| 1965 | Grammy | Mejor interpretación vocal masculina                   | João Gilberto por Getz/Gilberto             | Nominado  |
| 1965 | Grammy | Mejor interpretación de jazz - Solista o grupo pequeño | Stan Getz por Getz/Gilberto                 | Ganador   |
| 1965 | Grammy | Mejor arreglo para álbum, no clásica                   | Phil Ramone                                 | Ganador   |
| 1965 | Grammy | Mejor carátula de álbum                                | John Murello y Olga Albizu                  | Nominados |
| 1965 | Grammy | Mejores notas de álbum                                 | Gene Lees, João Gilberto y Stan Getz        | Nominados |
| 1965 | Grammy | Mejor artista nuevo                                    | Astrud Gilberto                             | Nominada  |
| 1965 | Grammy | Mejor artista nuevo                                    | Antônio Carlos Jobim                        | Nominado  |

## Posicionamiento en listas

### Listas
| Lista (1964 a 1966) | Mejor posición | Semanas en lista |
| ------------------- | -------------- | ---------------- |
| Billboard Top LP    | 2              | 96 semanas       |

| Lista (2002 a 2003)               | Mejor posición | Semanas en lista |
| --------------------------------- | -------------- | ---------------- |
| SNEP                              | 78             | 10 semanas       |
| VG-lista                          | 35             | 1 semana         |
| Lista (2019 a 2020)               | Mejor posición | Semanas en lista |
| Ultratop (Wallonia)               | 56             | 4 semanas        |
| Schweizer Hitparade               | 49             | 1 semana         |
| Billboard Traditional Jazz Albums | 9              | 25 semanas       |

### Certificaciones
| País           | Asociación | Certificación | Fecha               |
| -------------- | ---------- | ------------- | ------------------- |
| Estados Unidos | RIAA       | Oro           | 16 de junio de 1965 |